# Pascal Chanteur
Pascal Chanteur (Saint-Denis, 9 februari 1968) is een voormalig Frans wielrenner. Hij was beroepsrenner tussen 1991 en 2001.

## Belangrijkste overwinning
1997
- 4e etappe Parijs-Nice

1998
- GP Rennes
- Trofeo Laigueglia

## Resultaten in voornaamste wedstrijden
| Jaar | Ronde van Italië | Ronde van Frankrijk | Ronde van Spanje |
| ---- | ---------------- | ------------------- | ---------------- |
| 1993 |                  | 75e                 |                  |
| 1994 |                  | 81e                 |                  |
| 1995 |                  |                     | 85e              |
| 1996 |                  |                     | 21e              |
| 1997 |                  | 26e                 | opgave           |
| 1998 |                  | 35e                 | 47e              |
| 1999 |                  | 91e                 |                  |
| 2000 |                  | 69e                 |                  |
| 2001 |                  | 114e                |                  |

| Jaar | Milaan-San Remo | Gent-Wevelgem | Parijs-Roubaix | Luik-Bast.‑Luik | Parijs-Tours |  | WK op de weg |
| ---- | --------------- | ------------- | -------------- | --------------- | ------------ |  | ------------ |
| 1993 |                 |               | 29e            |                 | 58e          |  |              |
| 1994 |                 |               |                |                 | 26e          |  |              |
| 1995 |                 |               |                |                 | 42e          |  |              |
| 1996 |                 |               |                |                 | 8e           |  |              |
| 1997 | 35e             | 99e           |                |                 | 37e          |  |              |
| 1998 | 129e            |               |                |                 | 51e          |  | 56e          |
| 1999 | 49e             |               |                | 37e             |              |  |              |
| 2000 | 32e             |               |                |                 |              |  |              |
| 2001 |                 |               |                |                 |              |  |              |